# Coma of Souls
Albums de Kreator
Extreme Agression
(1989) Renewal
(1992)
Coma of Souls est le cinquième album studio du groupe de thrash metal allemand Kreator. L'album est sorti le 6 novembre 1990 sous le label Noise Records et a été produit par Randy Burns.

## Historique
Cet album fut enregistré pendant les mois de juillet et août 1990  en Californie dans les studios Eldorado Recording Studios ainsi que dans les Image Recordings Studios de Burbank. 
Aux États-Unis, l'album est également sorti en version vinyle de couleur pourpre, dont le tirage a été en nombre limité.
Il s'agit du dernier album de Kreator à être dans une lignée purement thrash metal. Ses successeurs, à partir de l'album Renewal, vont être beaucoup plus expérimentaux et incluront des influences et éléments d'autres sous-genres de metal.
Il se classa, lors de sa réédition en 2018, à la 83e place des charts allemands.
Cet album a été réédité en 2002, avec en plus les paroles des chansons de quatre titres dont les paroles ne figuraient pas à l'intérieur du livret dans la version originale de l'album.

## Liste des titres
- Toute la musique est signée par le groupe, les paroles sont signées par Mille Petrozza.

1. When the Sun Burns Red – 5:28
2. Coma of Souls – 4:18
3. People of the Lie – 3:15
4. World Beyond – 2:02
5. Terror Zone – 5:54
6. Agents of Brutality – 5:16
7. Material World Paranoia – 4:59
8. Twisted Urges – 2:46
9. Hidden Dictator – 4:47
10. Mental Slavery – 5:43
11. State Oppression -1:41 (reprise du groupe de punk hardcore italien Raw Power disponible uniquement sur l'édition limitée de l'album)

| Bonus CD de la réédition 2018: Live at Stadthalle Fürth, Germany | Bonus CD de la réédition 2018: Live at Stadthalle Fürth, Germany | Bonus CD de la réédition 2018: Live at Stadthalle Fürth, Germany | Bonus CD de la réédition 2018: Live at Stadthalle Fürth, Germany | Bonus CD de la réédition 2018: Live at Stadthalle Fürth, Germany | Bonus CD de la réédition 2018: Live at Stadthalle Fürth, Germany | Bonus CD de la réédition 2018: Live at Stadthalle Fürth, Germany | Bonus CD de la réédition 2018: Live at Stadthalle Fürth, Germany | Bonus CD de la réédition 2018: Live at Stadthalle Fürth, Germany | Bonus CD de la réédition 2018: Live at Stadthalle Fürth, Germany |
| No                                                               | Titre                                                            | Durée                                                            |                                                                  |                                                                  |                                                                  |                                                                  |                                                                  |                                                                  |                                                                  |
| ---------------------------------------------------------------- | ---------------------------------------------------------------- | ---------------------------------------------------------------- | ---------------------------------------------------------------- | ---------------------------------------------------------------- | ---------------------------------------------------------------- | ---------------------------------------------------------------- | ---------------------------------------------------------------- | ---------------------------------------------------------------- | ---------------------------------------------------------------- |
| 1.                                                               | When the Sun Burns Red                                           | 5:51                                                             |                                                                  |                                                                  |                                                                  |                                                                  |                                                                  |                                                                  |                                                                  |
| 2.                                                               | Betrayer                                                         | 4:37                                                             |                                                                  |                                                                  |                                                                  |                                                                  |                                                                  |                                                                  |                                                                  |
| 3.                                                               | Terrible Certainty                                               | 5:58                                                             |                                                                  |                                                                  |                                                                  |                                                                  |                                                                  |                                                                  |                                                                  |
| 4.                                                               | Extreme Aggression                                               | 5:50                                                             |                                                                  |                                                                  |                                                                  |                                                                  |                                                                  |                                                                  |                                                                  |
| 5.                                                               | Coma of Souls                                                    | 5:00                                                             |                                                                  |                                                                  |                                                                  |                                                                  |                                                                  |                                                                  |                                                                  |
| 6.                                                               | People of the Lie                                                | 3:26                                                             |                                                                  |                                                                  |                                                                  |                                                                  |                                                                  |                                                                  |                                                                  |
| 7.                                                               | Choir of the Damned                                              | 1:27                                                             |                                                                  |                                                                  |                                                                  |                                                                  |                                                                  |                                                                  |                                                                  |
| 8.                                                               | The Pestilence                                                   | 8:43                                                             |                                                                  |                                                                  |                                                                  |                                                                  |                                                                  |                                                                  |                                                                  |
| 9.                                                               | Toxic Trace                                                      | 4:14                                                             |                                                                  |                                                                  |                                                                  |                                                                  |                                                                  |                                                                  |                                                                  |
| 10.                                                              | Drum Solo                                                        | 2:54                                                             |                                                                  |                                                                  |                                                                  |                                                                  |                                                                  |                                                                  |                                                                  |
| 11.                                                              | Terror Zone                                                      | 6:03                                                             |                                                                  |                                                                  |                                                                  |                                                                  |                                                                  |                                                                  |                                                                  |
| 12.                                                              | Pleasure to Kill                                                 | 6:49                                                             |                                                                  |                                                                  |                                                                  |                                                                  |                                                                  |                                                                  |                                                                  |
| 13.                                                              | Flag of Hate                                                     | 2:58                                                             |                                                                  |                                                                  |                                                                  |                                                                  |                                                                  |                                                                  |                                                                  |
| 14.                                                              | Agents of Brutality                                              | 5:18                                                             |                                                                  |                                                                  |                                                                  |                                                                  |                                                                  |                                                                  |                                                                  |
| 15.                                                              | Riot of Violence                                                 | 6:10                                                             |                                                                  |                                                                  |                                                                  |                                                                  |                                                                  |                                                                  |                                                                  |
| 16.                                                              | Tormentor                                                        | 3:30                                                             |                                                                  |                                                                  |                                                                  |                                                                  |                                                                  |                                                                  |                                                                  |
| 78:54                                                            |                                                                  |                                                                  |                                                                  |                                                                  |                                                                  |                                                                  |                                                                  |                                                                  |                                                                  |

## Musiciens
- Mille Petrozza – chant, guitare
- Frank "Blackfire" Gosdzik – guitare
- Rob Fioretti – basse
- Jürgen "Ventor" Reil – batterie

## Charts
| Pays                      | Durée du classement | Meilleur classement |
| ------------------------- | ------------------- | ------------------- |
| Allemagne (Album Top 100) | 1 semaine           | 83e                 |